# Thormanngut (Wingreis)

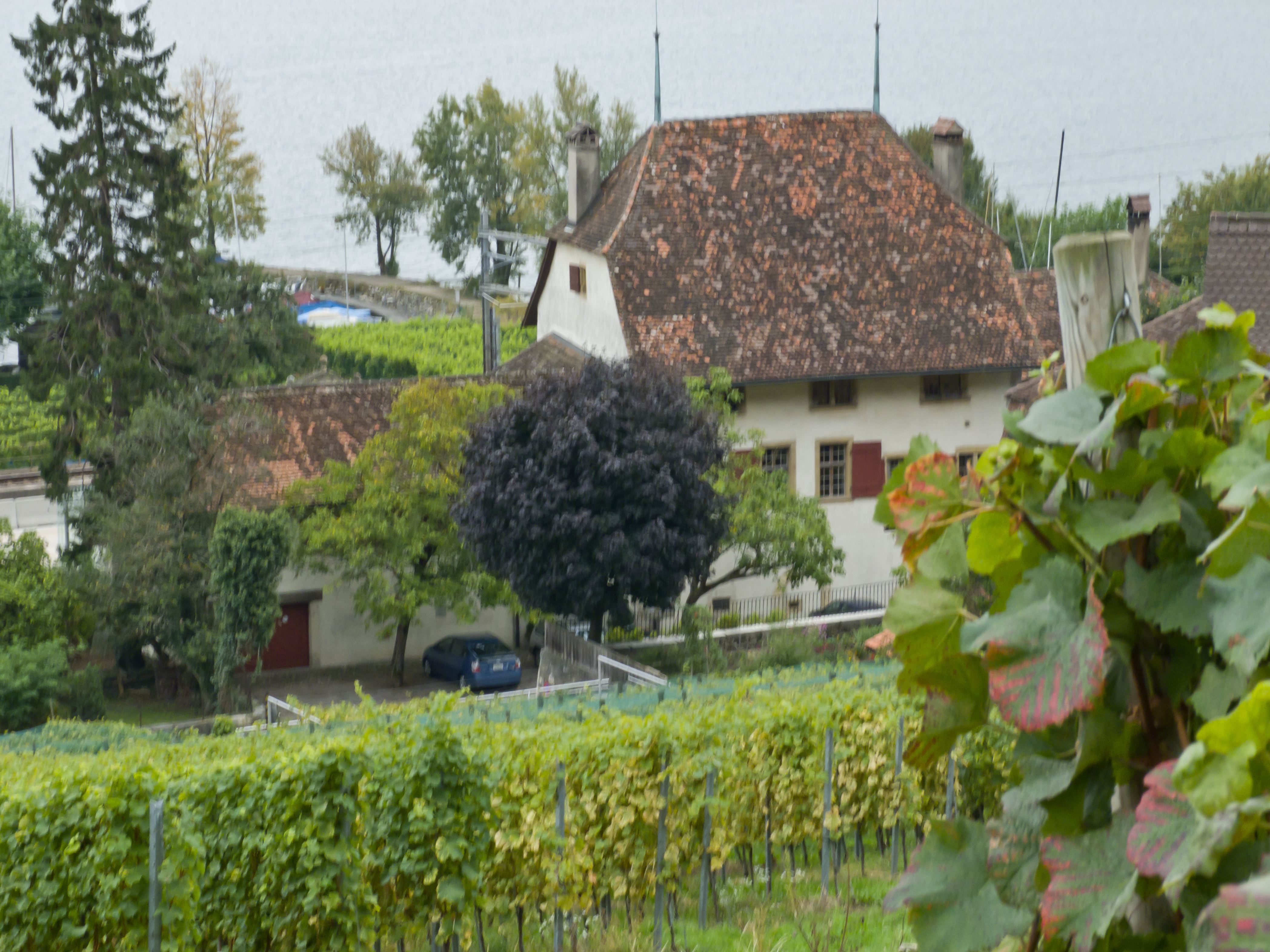
Das ehemalige Thormanngut am Bielerseeufer

Das Thormanngut in Wingreis, Gemeinde Twann-Tüscherz, Kanton Bern, ist ein ehemaliges Rebgut am Bielersee. Das Rebhaus ist heute ein Museum und bietet seine Räume für Ausstellungen und Veranstaltungen an.

## Lage
Der kleine Weiler Wingreis liegt sonnseitig am Ufer des Bielersees und besteht aus wenigen Winzerhöfen und Wohnbauten. Das Rebhaus hatte ursprünglich direkten Seezugang und eine eigene Schiffländte. Durch den Bau der Doppelspur-SBB-Bahnlinie Biel–Neuenburg und der Autostrasse A5 mit Lärmschutzwand wurde die Verbindung abgetrennt. Dadurch wird aber dem alten Ortskern der starke Autoverkehr erspart.

## Geschichte
Schon im 13. Jahrhundert wurde der Ort Wingreis erwähnt. Die Abtei Engelberg und auch das Kloster Fraubrunnen besassen seit 1344 dort Rebberge. Wingreis gehörte zur Herrschaft Twann und gelangte von dieser 1487 an Bern. Aus dem 16. Jahrhundert sind Herrschaftsherren aus den Berner Familien Schütz, Zeender und Sager bekannt. Seit 1587 war Hans Rudolf Sager, nachmaliger Schultheiss von Bern, Alleineigentümer. Die Anfänge des Rebhauses Wingreis dürften auf ihn zurückgehen. Durch seine Tochter Maria kam der Besitz 1623, nach seinem Tod, an Johann Anton Güder, der 1624 dem Haus seine heutige Form gegeben hat und im Innern einige Räume mit bunten Ornamenten und das sogenannte Trinkstübchen mit tanzenden Paaren ausmalen liess. Das Rebgut vererbte sich dann in den Familien von Büren und von Erlach weiter. Unter den Erlach erhielten die Intérieurs zuerst Grisaillenmalereien, dann bemalte Wandbespannungen. Nach den Familien von Wattenwyl und Effinger folgten die von Forer. Unter Franz Albrecht von Forer, der das Gut 1810 übernahm, wurden mehrere Räume modernisiert, wovon eine originelle klassizistische Handdrucktapete zeugt. Über die Familie von Steiger kam der Besitz 1850 an die Familie Thormann, die das ganze Rebgut während 122 Jahren unterhielt. Für den Autostrassenbau wurde das Rebhaus 1972 an den Kanton Bern abgetreten und dank seinem guten Erhaltungszustand nicht dem Verkehr geopfert, während das östlich gelegene Engelberggut weichen musste.

## Stiftung Rebhaus
1973 wurde von Bund, Kanton Bern und der Interessengemeinschaft Bielersee die Stiftung Rebhaus Wingreis gegründet, die bezweckt, das kostbare Gebäude zu erwerben, zu erhalten und der Öffentlichkeit zugänglich zu machen. 1972 bis 1981 erfolgte die Restaurierung in Zusammenarbeit mit der kantonalen Denkmalpflege, und die historischen Räume wurden mit authentischem Mobiliar des Hauses aus dem 17., 18. und 19. Jahrhundert ausgestattet. 1980 gründeten Winzer aus Wingreis und Umgebung den Verein Rebhauskeller und bieten in den historischen Kellerräumen mit der alten «Trüel» Besuchern ihre Produkte an.